# Joel Lungelu
Joel Moketo Lungelu (* 20. August 2003 in Herne) ist ein deutscher Basketballspieler kongolesischer Abstammung.

## Werdegang
Lungelu wurde im Altersbereich U10 Mitglied der Nachwuchsabteilung des TSV Bayer 04 Leverkusen. Dort war der ehemalige Bundesliga-Spieler Thomas Röhrich mehrere Jahre sein Förderer. Ende Oktober 2021 bestritt Lungelu sein erstes Spiel in Leverkusens Herrenmannschaft in der 2. Bundesliga ProA.
In der Sommerpause 2023 wechselte er zu Ehingen/Urspring in die 2. Bundesliga ProB und ging 2024 innerhalb der Liga von der Süd- in die Nordstaffel zu seinem vormaligen Verein Leverkusen zurück.